# Catharina Parr
Catharina Parr (Londen, 1512 –  Sudely Castle, Gloucestershire, 5 september 1548) was de zesde echtgenote van de Engelse koning Hendrik VIII. Van 1543 tot de dood van de koning in 1547 was zij koningin-gemalin van Engeland. Het was haar derde huwelijk. Zij was in 1544 enkele maanden regentes toen de koning in Frankrijk op veldtocht was.
Ze staat bekend om haar intelligentie en politieke invloed, en als pleitbezorgster voor de reformatie. Haar protestantse overtuigingen brachten haar in conflict met katholiek gezinde en meer behoudende facties aan het hof. Door haar invloed werden de dochters van Hendrik VIII, de latere koninginnen Maria I en Elizabeth I, weer opgenomen in de erfopvolging.
Ze was de eerste vrouw in Engeland die onder haar eigen naam een boek publiceerde en was een beschermvrouwe van kunstenaars. Na de dood van Hendrik VIII hertrouwde ze met Thomas Seymour, en stierf een jaar later in het kraambed.

## Jeugd en opvoeding
Catharina Parr was de dochter van Sir Thomas Parr (1487-1517) en zijn vrouw Maud Green (1492-1531).  Haar vader was een favoriete hoveling van Hendrik VIII en haar moeder was een hofdame van Hendriks eerste vrouw Catharina van Aragon. Catharina Parr is naar deze koningin vernoemd. Haar familie stond sympathiek tegenover de reformatie.
Na de dood van Thomas Parr in 1517 werd Maud Parr verantwoordelijk voor de opvoeding van hun kinderen en voor het beheer van het familiebezit. Zij was een competente onafhankelijke vrouw en als zodanig een voorbeeld voor haar dochter. Zij hechtte veel waarde aan het onderwijs van haar kinderen. Catharina sprak vloeiend Frans, Latijn en Italiaans, en had een buitengewoon goede beheersing van geschreven Engels. Daarnaast was ze geïnteresseerd in geneeskunde.

## Eerste en tweede huwelijk
Rond mei 1529 trouwde ze met Edward Borough (c.1508–1533), zoon van een baron. Haar schoonvader was een fervent aanhanger van de reformatie en kamerheer van  Anna Boleyn, de tweede vrouw van Hendrik VIII. Edward Borough overleed vier jaar na het huwelijk, dat kinderloos was gebleven. 
Een jaar later hertrouwde ze met John Neville, baron Latimer (1493–1543). Hij had uit een eerder huwelijk twee jonge kinderen. De Nevilles waren in het noorden van Engeland een machtige familie; het huwelijk vergrootte de invloed en aanzien van de Parrs. Haar jongere broer, William Parr, later Graaf van Essex en Markies van Northampton, en jongere zuster, Anne Parr, later gravin van Pembroke, hadden inmiddels invloedrijke posities aan het hof.

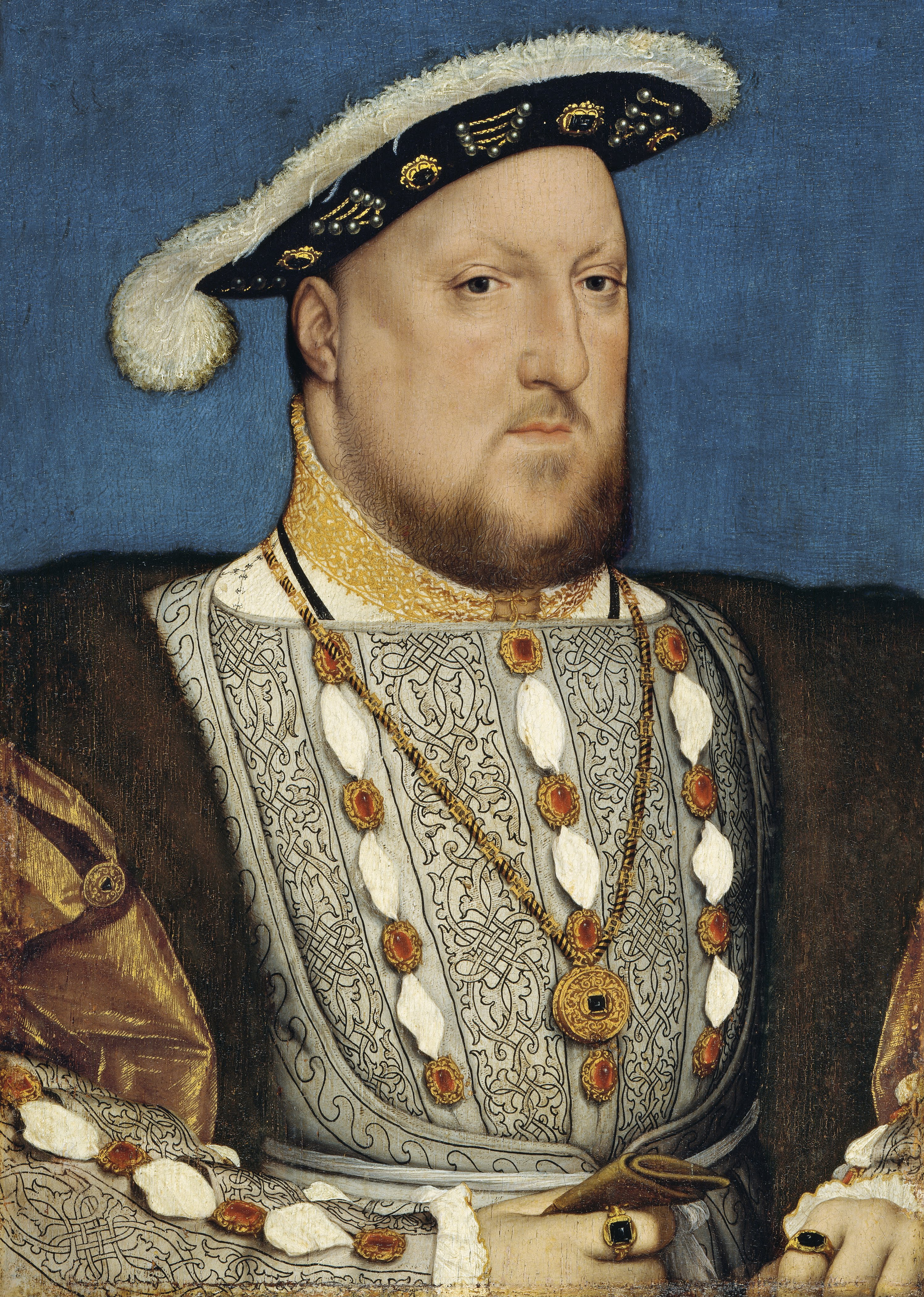
Hendrik VIII

Het huwelijk van Catharina Parr en Latimer stond bekend als goed. Zij woonden in Snape Castle, Yorkshire. In 1536 dwongen rebellen hem zich bij de Pilgrimage of Grace te voegen, een volksopstand in het noorden van Engeland tegen de reformatie. De religieus gematigde Latimer probeerde te bemiddelen tussen de opstandelingen en de koning, waardoor hij door beide partijen werd gewantrouwd. In januari 1537 werden Catharina en haar stiefkinderen door de opstandelingen in gijzeling genomen, om te voorkomen dat Latimer de opstand zou verraden. Toen de opstand in maart 1537 was neergeslagen, wist Latimer ternauwernood vervolging wegens verraad te vermijden. Catharina Parr hield door deze gebeurtenissen de rest van haar leven een afkeer van het noorden van Engeland.

## Koningin-gemalin
Volgens sommige bronnen was Catharina sinds eind 1542 een van de hofdames van Maria, de oudste dochter van Hendrik VIII. Mogelijk trok zij hierdoor de aandacht van de koning, die sinds de executie van zijn vijfde vrouw Catharina Howard wegens overspel in februari 1542 weduwnaar was. Het kan ook zijn dat hij Catharina leerde kennen via haar broer en zus aan het hof.
In 1543 ging de gezondheid van baron Latimer achteruit. Catharina hoopte na zijn overlijden te kunnen hertrouwen met Sir Thomas Seymour, de charismatische broer van Jane Seymour, de derde vrouw van Hendrik VIII. Latimer stierf in maart 1543. Hendrik VIII vroeg Catherina niet lang daarna ten huwelijk. Haar familie oefende druk op haar uit om het aanzoek van de koning te aanvaarden, omdat dat haar de kans zou geven op te treden als pleitbezorgster voor de reformatie. Op 12 juli 1543 werd het huwelijk gesloten.

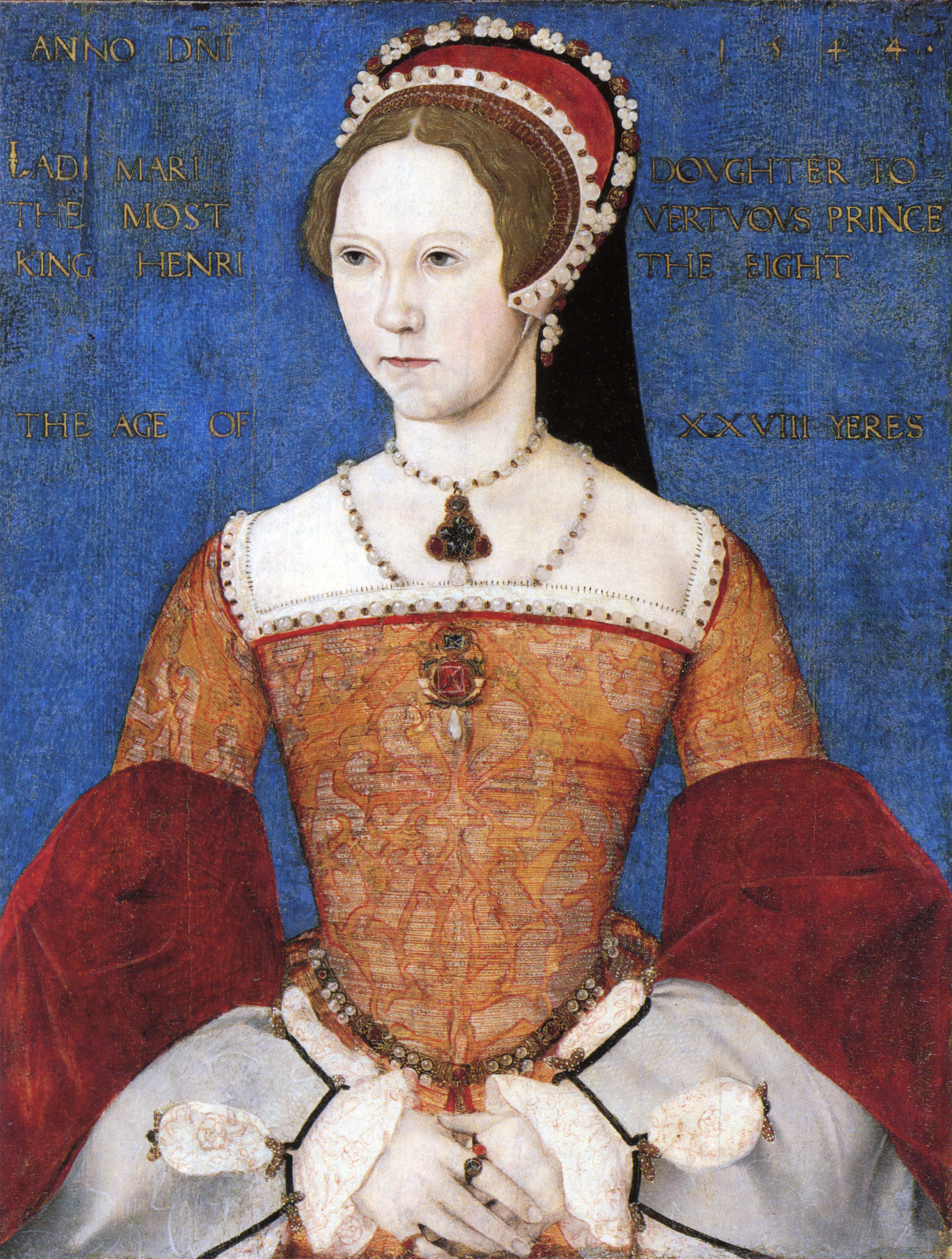
Maria I, oudste dochter van Hendrik VIII

In romans en films wordt Catharina Parr vaak afgebeeld als een serieuze, niet heel aantrekkelijke vrouw van middelbare leeftijd. Zij zou door de koning, wiens gezondheid snel achteruit ging, vooral zijn uitgekozen omdat ze hem goed zou kunnen verplegen. Toen Catharina Parr met Hendrik VIII trouwde was ze 31 jaar oud. Volgens bronnen uit haar tijd was ze een levendige vrouw met rood haar en grijze ogen. Ze kon goed dansen, en hield van mooie kleren en sieraden. Ze was gevat en belezen, en net als de koning geïnteresseerd in theologie, muziek en literatuur. Historici achten het net zo waarschijnlijk dat Hendrik, die al intensief door lijfartsen werd verzorgd, niet op zoek was naar een verpleegster maar naar een intelligente, interessante en betrouwbare gezellin voor zijn laatste levensjaren.
Catharina Parr was de enige van Hendriks vrouwen die niet van koninklijke komaf was, of als hofdame een koningin had gediend. Zij moest zich de rol van koningin zonder veel voorkennis snel eigen maken. In eerste instantie richtte ze zich op het ontwikkelen van een goede relatie met de drie kinderen van de koning. Met Maria, de volwassen dochter van Catharina van Aragon, stond ze al op goede voet. Met Elizabeth, de negenjarige dochter van Anna Boleyn, en Eduard, de vijfjarige zoon van Jane Seymour, ontwikkelde ze een band op basis van hun gedeelde voorliefde voor kennis en studie. Catharina Parr wist Hendrik VIII te bewegen om Maria en Elizabeth weer in de lijn van erfopvolging op te nemen. Ze heeft daarmee een grote invloed gehad op het verloop van de Engelse geschiedenis omdat beiden uiteindelijk de troon zouden bestijgen.

## Regentes

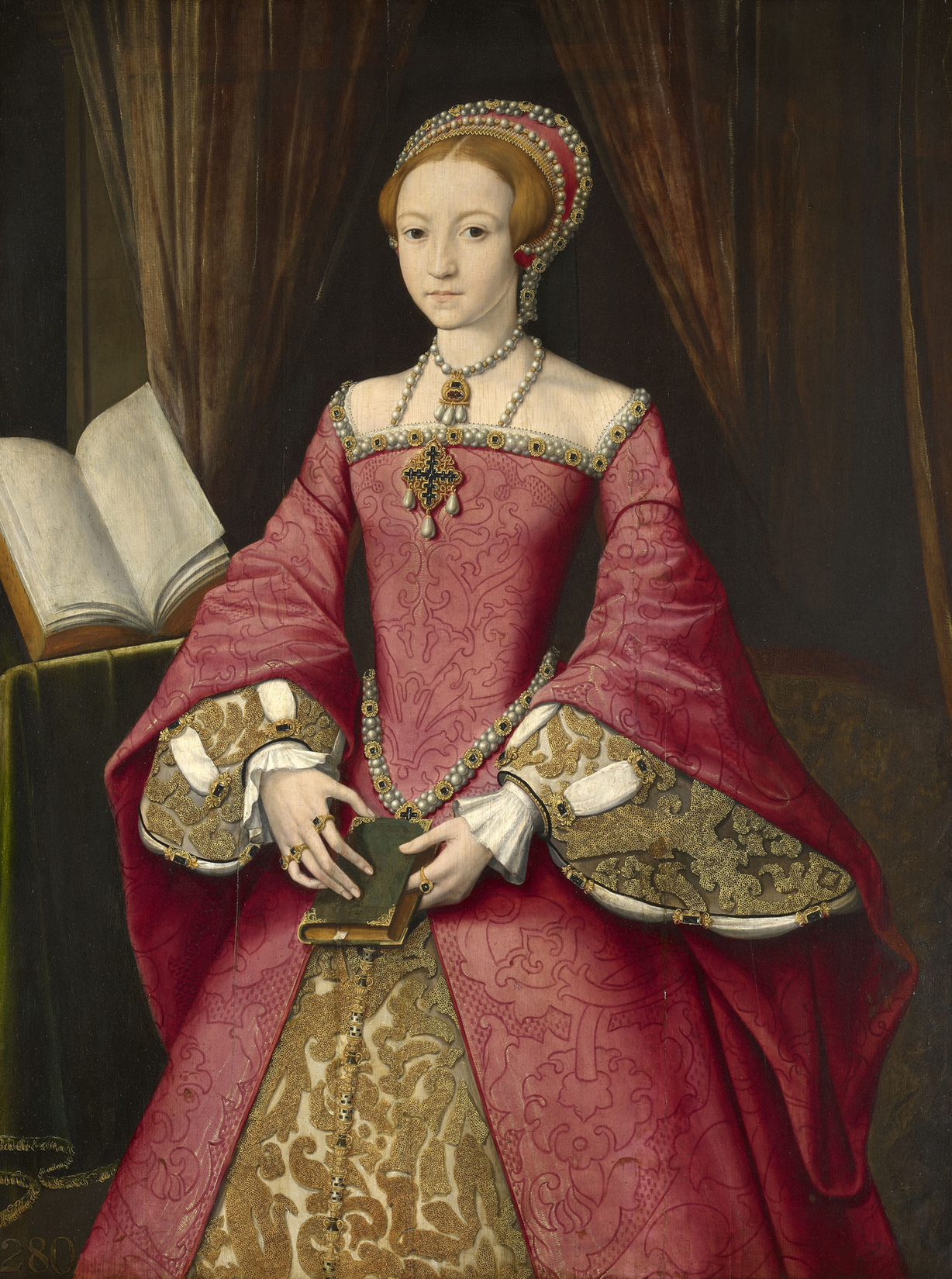
Elizabeth I

Van juli tot half september 1544 leidde de koning persoonlijk een veldtocht in Frankrijk. Hij benoemde Catharina tot regentes in zijn afwezigheid, bijgestaan door een raad van regentschap. Catharina Parr was na Catharina van Aragon de eerste van Hendriks koninginnen die hij tot regentes benoemde. Zij was niet alleen symbolisch voorzitter van de raad, maar regeerde echt in de naam van de koning. Hendrik VIII was bij terugkeer tevreden met de manier waarop Catharina het koninkrijk had bestierd. Ook in het buitenland was men onder de indruk. Keizer Karel V instrueerde zijn ambassadeurs om goede betrekkingen met de koningin te onderhouden. Maria I en Elizabeth I zouden het regentschap van Catharina Parr als voorbeeld hebben genomen voor de invulling van hun rol als regerende vrouwen.

## Samenzwering tegen Catharina
Aan het hof groeide er weerstand tegen de invloed van de koningin, vooral bij partijen die op het gebied van godsdienst conservatief waren. Dit nam toe toen er in 1545 mede op aandringen van Catharina contacten werden gelegd met de protestantse Duitse vorsten van het Schmalkaldisch Verbond.

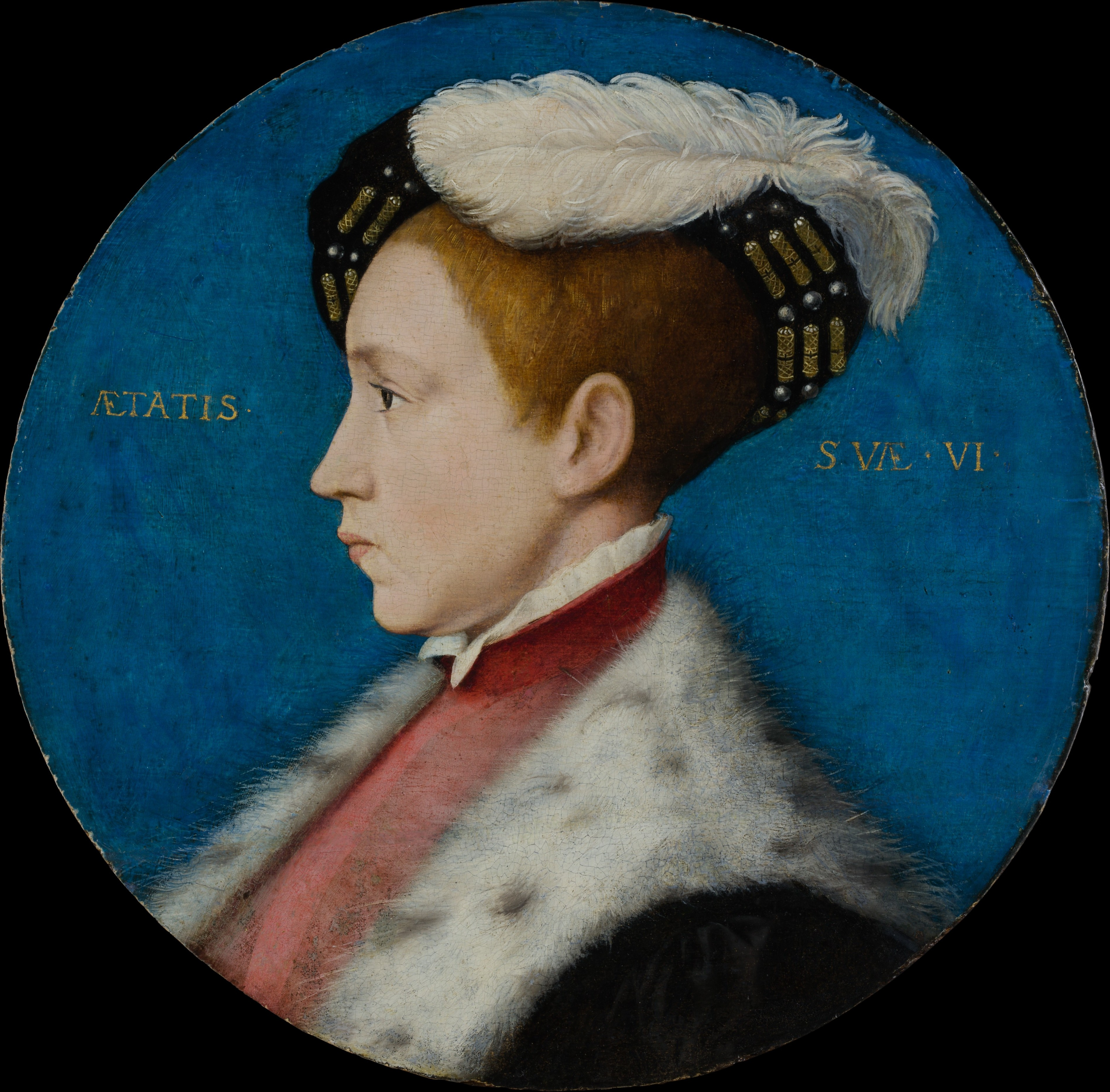
Edward VI

In februari 1546 deden de conservatieven onder leiding van Stephen Gardiner, de bisschop van Winchester, pogingen om de koningin ten val te brengen. Hierbij wilden ze gebruik maken van de groeiende irritatie van de koning over het feit dat Catharina met hem in discussie ging over godsdienstige zaken. Gardiner wist bewijs te verzamelen dat Catharina's  privé-bibliotheek ketterse literatuur zou bevatten, en slaagde erin een arrestatiebevel te laten opstellen. Toen dit de koningin ter ore kwam, trok ze zich terug in haar slaapvertrek en liet weten dat ze ernstig ziek was. De ongeruste koning kwam haar onmiddellijk bezoeken, waarop ze hem vertelde dat ze zo ziek was geworden omdat ze hem schijnbaar had gegriefd. Ze legde uit dat ze alleen maar met hem in discussie ging om hem af te leiden van zijn pijnlijke kwalen, en om van hem te leren. Voor het overige liet ze zich in alle zaken helemaal leiden door zijn oordeel. Hendrik accepteerde deze uitleg en liet het arrestatiebevel intrekken.

## Overlijden van de koning
In het laatste jaar van Hendriks leven speelde Catharina een minder prominente rol in godsdienstige en politieke zaken. Hendrik VIII en Catharina zagen elkaar voor het laatst begin december 1546. De ernstig zieke koning trok zich terug in Hampton Court, waar hij op 28 januari 1547 overleed. Drie dagen later riep Edward Seymour, de oudste broer van koningin Jane Seymour, zichzelf uit tot Protector (regent) van Engeland in naam van zijn minderjarige neefje Eduard VI. Catharina speelde - mogelijk anders dan ze had verwacht - geen rol in het regentschap.

## Huwelijk met Seymour

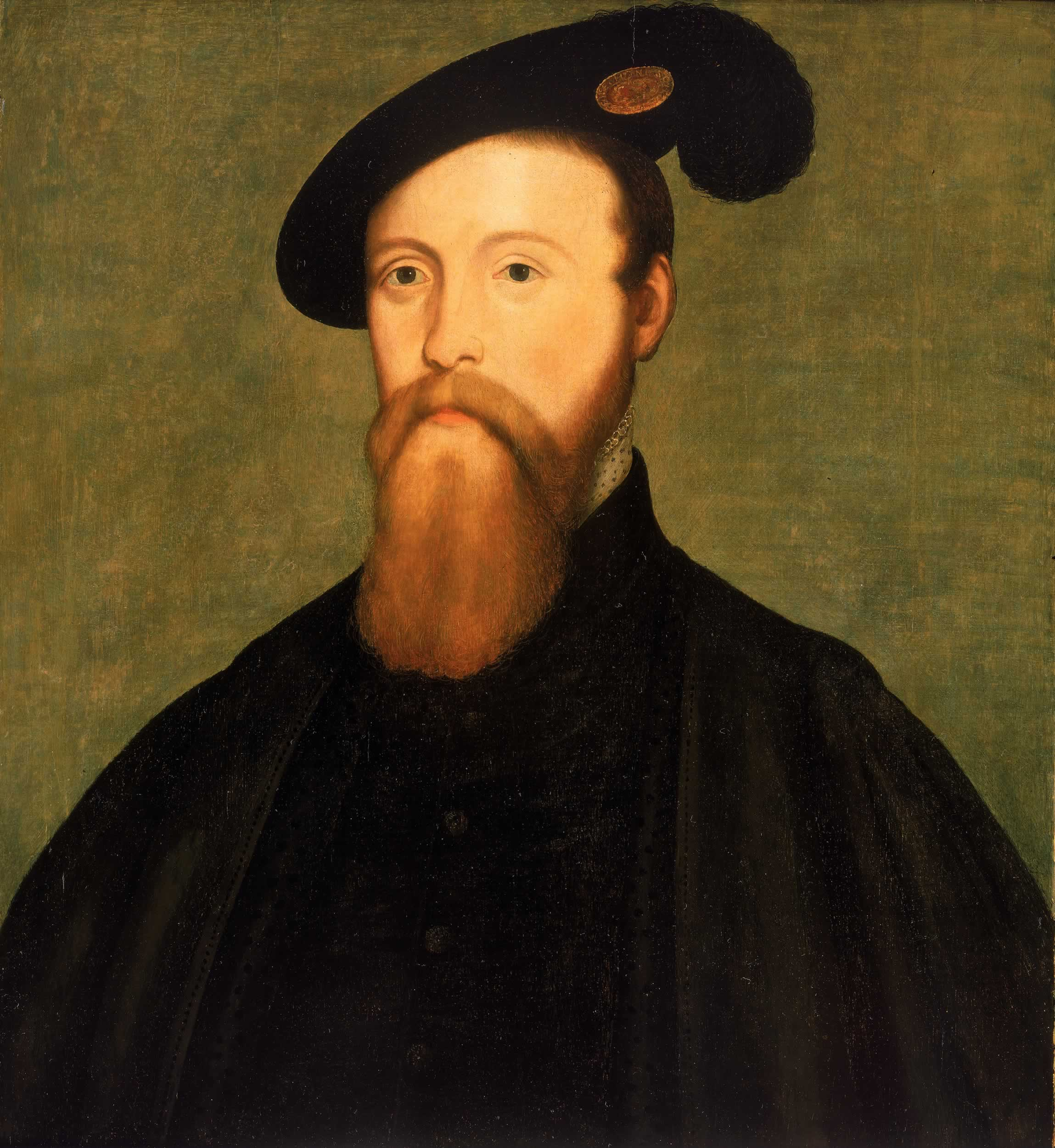
Thomas Seymour

In mei 1547, slechts vier maanden na de dood van Hendrik VIII, trouwde Catharina Parr in het geheim met Thomas Seymour. Dit leidde tot veel roddels en een bekoeling van de relatie met haar stiefzoon Eduard VI. Catharina Parr werd wel benoemd tot de voogd van prinses Elizabeth, die bij haar en Seymour in huis woonde; haar man was bewindvoerder voor Elizabeths nicht Jane Grey, een achterkleindochter van Hendrik VII. Het echtpaar had hiermee grote invloed over twee minderjarige mogelijke erfgenamen van de troon.
Er ontstond een probleem toen prinses Elizabeth verliefd werd op Thomas Seymour, die door zijn indiscrete gedrag een schandaal veroorzaakte. Om verdere reputatieschade te voorkomen verliet Elizabeth het huis van de Seymours. Catharina Parr was inmiddels zwanger. Ze beviel op 30 augustus 1548 van een dochter, die de naam Mary kreeg. Op 5 september overleed ze aan kraamvrouwenkoorts. Ze werd begraven in de kapel van Sudeley Castle.
Een jaar later werd Thomas Seymour geëxecuteerd wegens verraad. Na 1550 is er in de archieven geen spoor meer te vinden van Catharina's dochter Mary Seymour. Vermoed wordt dat het meisje als peuter is overleden.

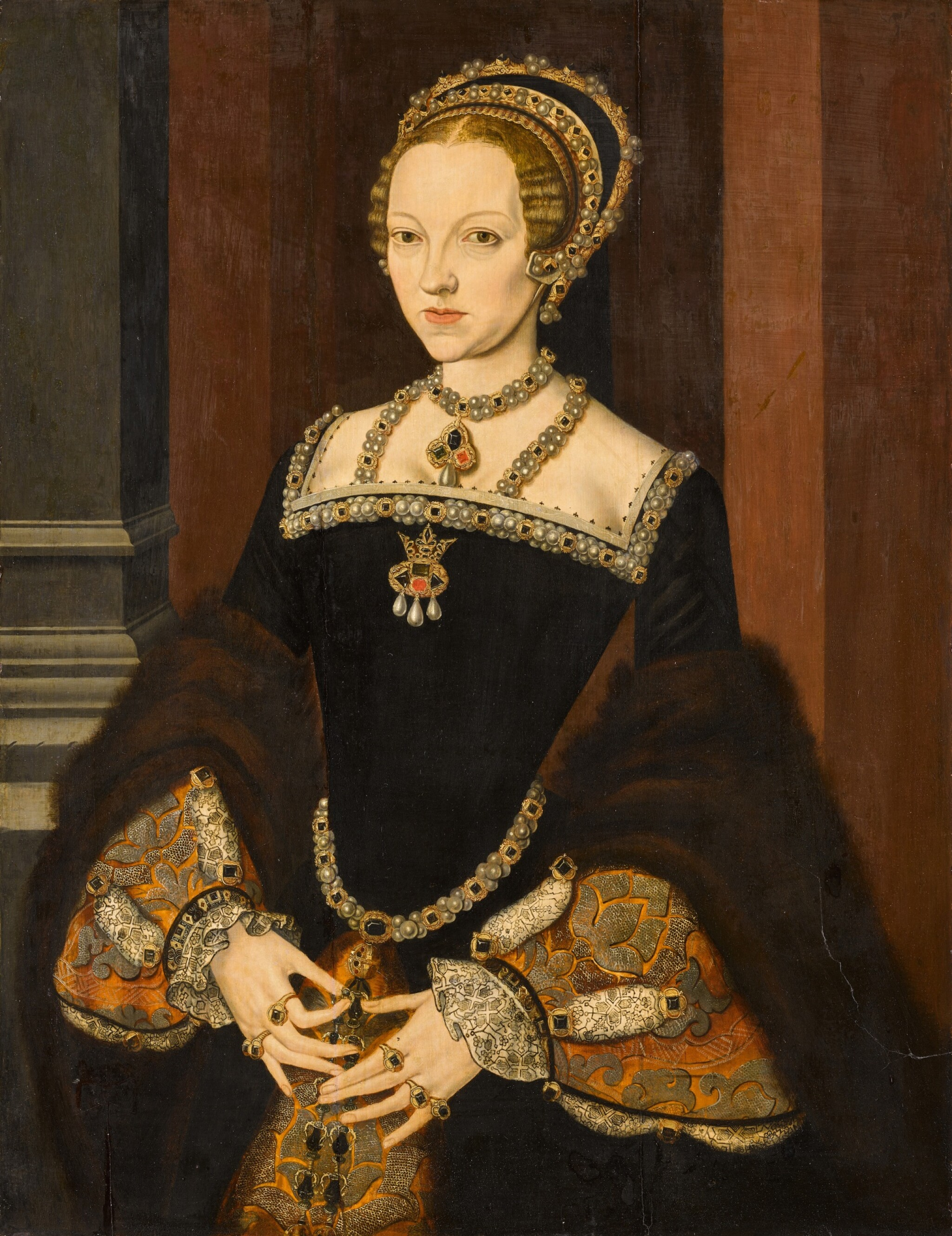
Portret van Catharina Parr, toegeschreven aan 'Meester John'

## Mecenaat
Als koningin-gemalin beschikte Catharina Parr over een aanzienlijk inkomen dat zij ook inzette om kunst en wetenschap te stimuleren. Zij engageerde muzikanten uit de familie Bassano, de toneelschrijver Nicholas Udall, en de Vlaamse kunstenaars Susanna Horenbout en Levina Teerlinc. Ze was mecenas van portretschilders als John Bettes, Lucas Horenbout, en William Scrots. Ze had ook een eigen groep toneelspelers.  
Ze steunde Thomas Berthelet, de drukker van de koning, en uitgevers van gereformeerde religieuze literatuur. Ze stimuleerde de kunst van het boekbinden door de boeken in haar bibliotheek te laten binden in fraaie banden van gestempeld en verguld leer en fluweel. Ze was betrokken bij de oprichting van Trinity College aan de Universiteit van Cambridge. Ze steunde de publicatie van betaalbare boeken in het Engels over de reformatie. Samen met aartsbisschop Thomas Cranmer publiceerde ze zelf de King's Primer, met een tekst van Cranmer en Catherina's vertaling van een werk van bisschop John Fisher.

## Auteur

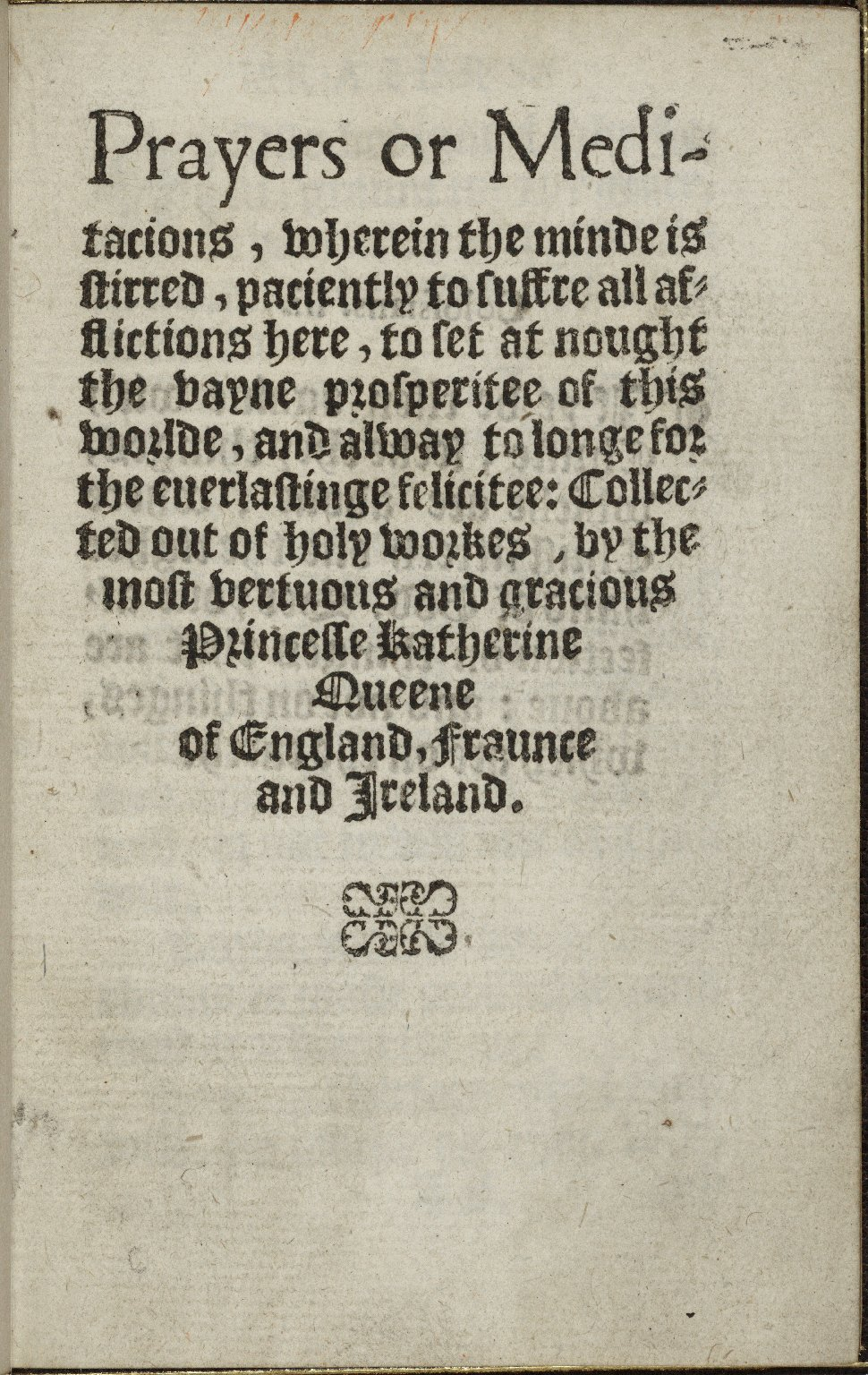
Titelpagina van Catherina Parrs boek Prayers or Meditations

Catharina Parr financierde in 1544 de publicatie van Fisher's Psalmi seu precationes, en publiceerde een week later (anoniem) haar Engelse vertaling van dit werk. In 1545 werd haar boek Prayers or Meditations uitgegeven onder haar eigen naam: dit was het eerste boek dat in Engeland door een vrouw onder haar eigen naam werd gepubliceerd. Haar tweede boek, The Lamentation of a Sinner (De klaagzang van een zondaar), verscheen op 5 november 1547 - na het overlijden van Hendrik VIII. Dit is qua strekking een luthers werk met enkele calvinistische trekken en beschrijft een persoonlijke zoektocht naar religieuze waarheid en de verlossing van de ziel.
Catharina van Aragon · Anna Boleyn · Jane Seymour · Anna van Kleef · Catharina Howard · Catharina Parr
- Bibliothèque nationale de France: cb14523985d (data)
- Gemeinsame Normdatei: 104045108
- International Standard Name Identifier: 0000 0000 8171 294X
- Library of Congress Control Number: n82220560
- Nationale Bibliotheek van Tsjechië: jn20000700867
- Nationale bibliotheek van Australië: 35026588
- Nationale Bibliotheek van Israël: 987007604521205171
- Nationale Bibliotheek van Polen: a0000003445364
- Nederlandse Thesaurus van Auteursnamen: 06825508X
- LIBRIS: 209451
- SNAC: w60t0fvp
- Système universitaire de documentation: 099131404
- Trove: 777054
- Virtual International Authority File: 102846406
- WorldCat: E39PBJjxtp77RWXVFMrCvgjV4q